# جوليا سارة ستون
جوليا سارة ستون هي ممثلة كندية، ولدت في 24 نوفمبر 1997 بفانكوفر في كندا.

## وصلات خارجية
- جوليا سارة ستون على موقع IMDb (الإنجليزية)
- جوليا سارة ستون على موقع ميتاكريتيك (الإنجليزية)
- جوليا سارة ستون على موقع روتن توميتوز (الإنجليزية)
- جوليا سارة ستون على موقع ألو سيني (الفرنسية)
- جوليا سارة ستون على موقع أول موفي (الإنجليزية)
- جوليا سارة ستون على موقع قاعدة بيانات الفيلم (الإنجليزية)
- جوليا سارة ستون على موقع ليتربوكسد (الإنجليزية)